# Эрве д’Але
Эрве ле Бретон (фр. Gervais le Breton; умер после 1119) — четвертый виконт д’Але и де Пудувр, представитель дома де Динан, сын виконта д’Але Хамона III.

## Биография
Виконт д’Але Хамон III имел одного известного сына Эрве. Однако неизвестно, стал ли тот виконтом д’Але и де Пудувр после смерти Хамона III в 1084 году. Со смертью Эрве эта ветвь дома де Динан прекратилась.